# Sharon Shannon
Sharon Shannon (Ruan, del County Clare, 12 de noviembre de 1968) es una cantante irlandesa conocida en especial por su trabajo con el acordeón y por su técnica de violín. También toca la flauta irlandesa y el melodeón. Su álbum de 1991, Sharon Shannon, es el más vendido en Irlanda de su música tradicional.
Comenzó con música folk irlandesa y su trabajo muestra un amplio número de influencias musicales, incluyendo reggae, música cajun, música portuguesa y música franco-canadiense.
Su disco sencillo What You Make It (da, da, da, da) fue realizado con músicos de hip hop.
Ella ganó el premio a su trayectoria en los Premios Meteor en 2009.

## Biografía

### Inicios
A los 8 años de edad, Shannon comenzó a tocar con Disirt Tola, una banda de County Clare. Con Disirt Tola, Shannon actuó en los EE. UU. a la edad de 14 años. Shannon abandonó sus estudios en la University College Cork. 
A mediados de la década de 1980, Shannon estudió el acordeón con Karen Tweed y el violín con Frank Custy, y actuó con el grupo Arcadia, del que fue miembro fundador.

### Primeras grabaciones-The Waterboys
Shannon comenzó su carrera musical propia en 1989, trabajando con el productor John Dunford y músicos como Adam Clayton, Mike Scott y Steve Wickham. El trabajo con Scott y Wickham llevó a Shannon unirse a su banda, The Waterboys. Shannon estuvo con la banda dieciocho meses, y contribuyó tanto con el acordeón como con el violín en su álbum Room to Roam. Su primera gira mundial fue con The Waterboys. Al igual que Wickham, abandonó el grupo cuando Scott y el miembro del grupo Anthony Thistlethwaite querían llevar a la banda a un sonido más rock and roll.

### Primeras grabaciones en solitario
Su álbum de 1991, Sharon Shannon es el álbum más vendido de la música tradicional irlandesa lanzado allí.
El trabajo en solitario de Shannon ha logrado notables éxitos comerciales, especialmente en Irlanda. Después de su inclusión en A Woman's Heart, un álbum recopilatorio y un tributo a su trabajo en The Late Late Show, la música de Shannon recibió una gran cantidad de audiciones, lo que contribuyó al récord de ventas de su álbum debut.
El segundo álbum de Sharon, Out The Gap (1994), fue producido por Dennis (Blackbeard) Bovell y tenía un estilo claramente reggae. 
La pista Cavan Potholes, escrita por Donal Lunny apareció en 1996 en la compilación Common Ground:Voices of Modern Irish Music. Otras estrellas incluidas en el álbum son Sinéad O'Connor, Elvis Costello, Kate Bush y Bono.
El cuarto álbum de Sharon titulado Spellbound fue lanzado en septiembre de 1998. Esta compilación aparece nuevo material, canciones en directo y pistas de discos anteriores.
También en 1998, el violinista Nigel Kennedy le pidió a Shannon que se uniese a él en una actuación de su Suite Jimi Hendrix, después de realizar este trabajo en algunas grandes ciudades europeas. Su álbum de 2000, The Diamond Mountain Sessions, que incluyó las voces de una gran variedad de artistas, fue también un éxito comercial, siendo triple platino certificado.
Shannon grabó con Steve Earle la canción The Galway Girl, que fue apareció a la vez en Earle's album Transcendental Blues, y en el Shannon & Friends' The Diamond Mountain Sessions. Ambos álbumes fueron publicados en 2000.
Otra colaboración con Earle fue el instrumental Dominic Street, publicado en el álbum de 2002 de Earle, Sidetracks. Shannon también trabajó con Jackson Browne, the band Coolfin, Dónal Lunny, Moya Brennan, Kirsty MacColl, Christy Moore, Sinéad O'Connor, O'Maonlai Liam y John Prine, entre otros.

### El trabajo posterior
En 2004 Sharon Shannon lanzó el álbum Libertango con invitados como Róisín Elsafty, Sinéad O'Connor y Kirsty MacColl.
En 2005, apareció en Tunes, una colaboración con Frankie Gavin, Michael McGoldrick y Jim Murray.
En 2006, una celebración de 15 años de la grabación salió con The Sharon Shannon Collection 1990-2005.
En 2007 Shannon ha trabajado con Belinda Carlisle en su álbum Voila .
Como solista, Sharon Shannon ha realizado giras por Australia, Europa, Hong Kong y Japón. También ha actuado para políticos como Bill Clinton, Mary Robinson y Lech Walesa. Shannon ha tocado en conciertos benéficos para causas que apoya, tales como el bienestar animal.
Ella continúa grabando su música y toca con su banda The Woodchoppers.
Una versión en directo de Galway Girl grabado con Mundy fue la canción más descargada en Irlanda en 2007, ganando un premio Meteor. 
En 2008, Shannon aparece en Transatlantic Sessions.
En 2009, interpretó a Galway Girl en directo en los Premios de Música Meteor 2009, donde también obtuvo un Premio a toda su trayectoria y ganó la "Canción más descargada" de nuevo por Galway Girl con Mundy.

## Discografía
- Sharon Shannon (1991)
- Out the Gap (1994)
- Each Little Thing (1997)
- The Diamond Mountain Sessions (2000)
- Live in Galway (2002)
- Libertango (2003)
- Tunes (2005)
- collection 1990-2005 (2006)
- Live at Dolans CD & DVD (2007)
- Renegade (2007)
- The Galway Girl. The Bestof (2008)
- Saints & Scoundrels (2009)
- Upside down (2009)